# Bernardo Schappo
Bernardo Schappo (Antonio Carlos, 22 de março de 1999), é um futebolista brasileiro que atua como zagueiro. Atualmente, está no Estrela da Amadora.

## Ituano
Nascido em Antonio Carlos, Santa Catarina, Bernardo iniciou sua carreira nas categorias de base do Ituano, estreando profissionalmente em 2019, em 2021 com o time conquista a série C de 2021.
Em 2023 fecha um contrato com o Fortaleza, deixando o Ituano com 65 jogos e 1 título.

## Fortaleza
No clube cearense, Bernardo nunca jogou uma partida oficial, sendo emprestado no ano de 2024 para o Botafogo-SP.

## Botafogo-SP
Em Ribeirão Preto o zagueiro rapidamente conseguiu titularidade, e no fim da temporada deixou o clube com 47 jogos e dois gols, retornando a Fortaleza.

## Vila Nova
O Fortaleza não iria utilizar novamente Schappo, assim, o emprestando ao Vila Nova, no clube o zagueiro se destacou, conquistando o Goianão de 2025 e após alguns jogos foi vendido pelo clube cearense ao Estrela da Amadora de Portugal.

## Estrela da Amadora
A venda girou em torno do valor de 800 mil euros, com o Estrela da Amadora anunciando um contrato valido até 2028 ao zagueiro.

## Títulos
Ituano
- Série C: 2021

Vila Nova
- Campeonato Goiano: 2025